# NGC 1636
NGC 1636 est une galaxie spirale (barrée ?) située dans la constellation de l'Éridan. NGC 1636 a été découverte par l'astronome germano-britannique William Herschel en 1786.

## Caractéristiques
Sa vitesse par rapport au fond diffus cosmologique est de 4 108 ± 6 km/s, ce qui correspond à une distance de Hubble de 60,6 ± 4,2 Mpc (∼198 millions d'al).
La classe de luminosité de NGC 1636 est I-II et elle présente une large raie HI. C'est aussi une galaxie active de type Seyfert 2.